# 杜太后 (崇賢侯)
太后杜氏（越南语：／；？—1147年（或1145年）），名不详，是越南李朝皇帝李神宗李陽煥的生母、李仁宗李乾德弟弟崇賢侯正室、杜英武之姊。
杜氏早年事蹟不詳，與崇賢侯並未生育任何子女。當時曾有僧人到崇賢侯家中談及求嗣之事，僧人說：「將來夫人臨誕時，請先告訴我，讓我為他祈福。」後來在會祥大慶六年（1115年）誕下一子，即神宗李陽煥。
天符慶壽元年（1127年）十二月仁宗逝世，李陽煥繼位為李朝皇帝，是為李神宗，改元天順，次年（1129年）就尊崇賢侯為太上皇，杜氏為皇太后，住在洞仁宮，到大定八年（1147年）十一月去世，諡號昭孝皇后。
崇賢侯還有兩名兒子李星和李周，但史書未載是否她所出。

## 腳註
1. ↑  但《越史略·卷下》作大定六年九月（1145年）去世[6]。